# Gustaf Gadde
Gustaf Gadde, född 18 april 1678 i Veckelax socken i Finland, död 9 april 1738 på Körtingsbergs egendom i Viby socken i Närke, var en svensk överste.
Gadde föddes och växte upp i Finland som son till majoren vid Karelska Dragonerna Gustaf Olofsson Gadde och Susanna Kristina Petersdotter Ridder, dotter till major Peter Hollander Ridder. Gadde valde tidigt den militära banan där han blev pikenerare vid livgardet 1696, rustmästare vid livgardet 1697, sergeant och fältväbel 1700, fänrik 1701, löjtnant 1702, regementskvartermästare 1706, kapten 1707, överstelöjtnant vid Närkes och Värmlands regemente 1711 och överste och kommendant på Nya Älvsborg 1716. Gadde kom att medverka i landstigningen vid Humlebæk och slagen vid bland annat Narva, Düna, Kliszów, Thorn, Haloŭtjyn, Poltava och Pruth. Efter nederlaget i Poltava medföljde han Karl XII till Bender. Han blev hemsänd som kurir från Bender av konungen 1712 för att som överstelöjtnant sätta Närke-Värmlands regemente i stånd och 1721 blev han överstelöjtnant vid Skaraborgs regemente samt från 1729 dess chef. 1737 fick han transport som överste för Närke-Värmlands regemente, men avled 1738 efter drygt 5 månaders tjänst vid regementet. 

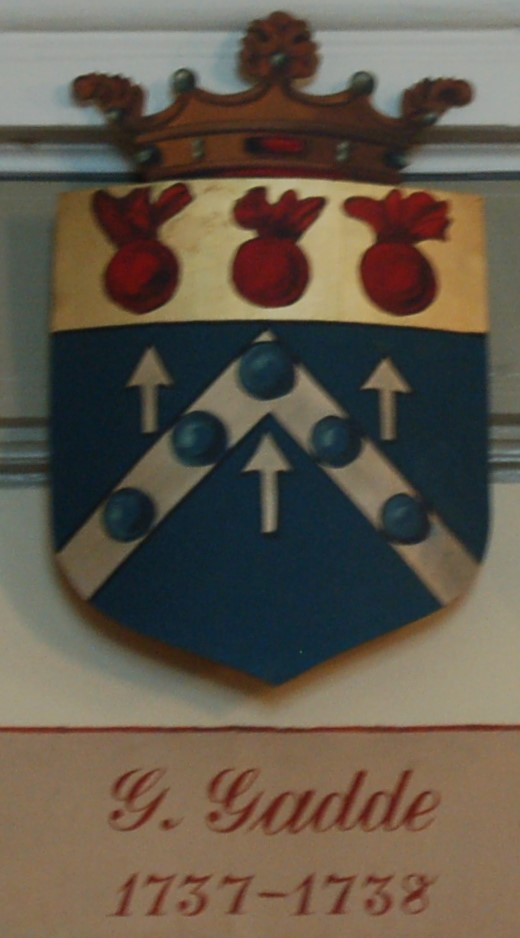
Gaddes vapen på officersmässen i Sannahed

Han adlades 1706 och introducerades 1713 under nummer 1436. Gadde skriver själv i sina memoarer, vid Klissow blev han illa blesserad och slagen samt utplundrad på slagfältet och under sina 15 krigsår i fält hade han erhållit sammanlagt 9 blessyrer, bevistat 5 bataljer, 9 aktioner och 2 belägringar.

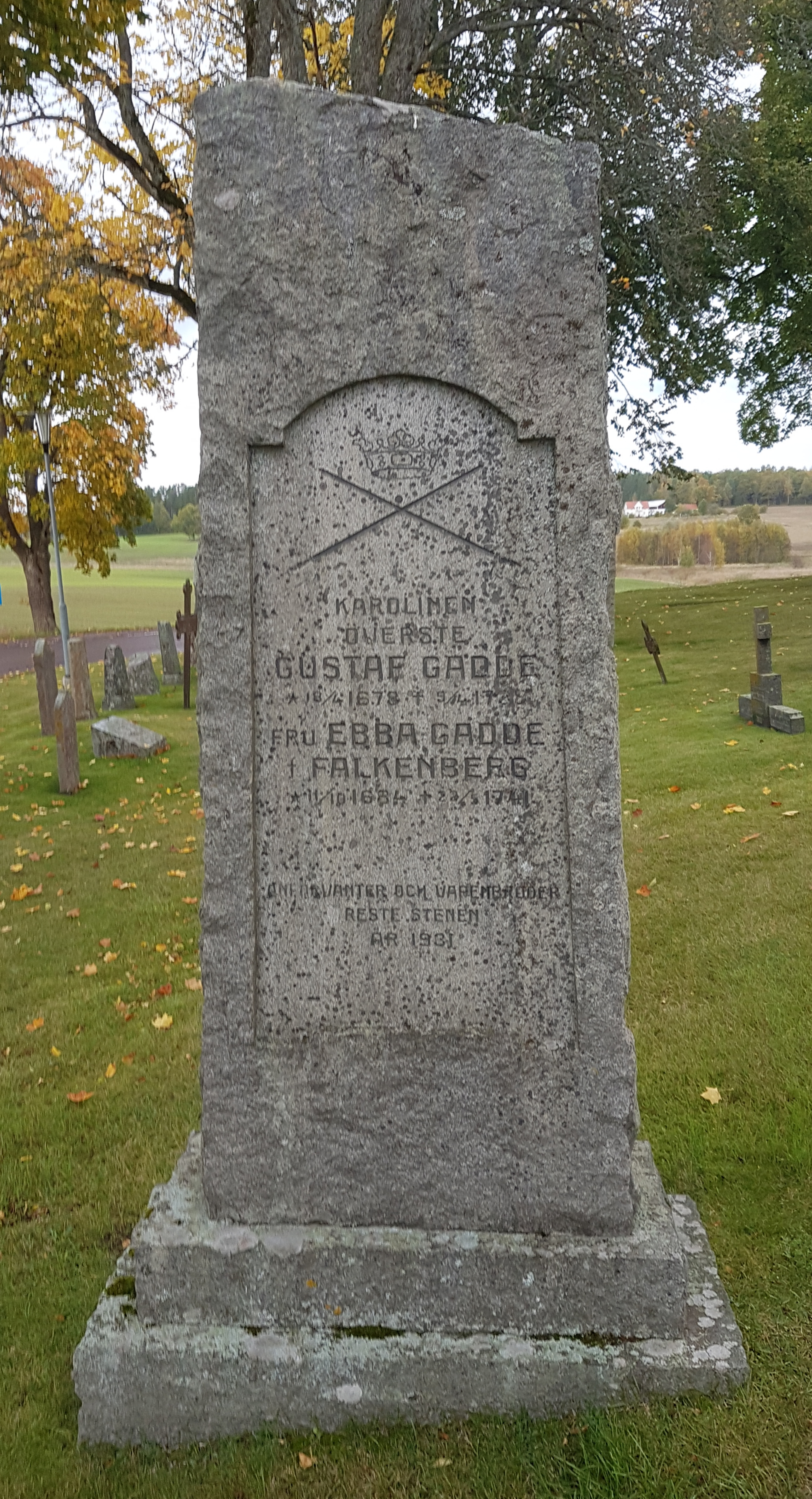
Minnessten över Gustaf Gadde på Viby kyrkogård

Han utmärkte sig redan vid intagandet av Narva 1700 då han var en av de första som klättrade över fästningsmuren, väl på andra sidan fick han ett sabelhugg i ansiktet. Följande år erövrade han med sin pluton fyra kanoner vid Kliszów som kunde användas mot fienden, vid överfallet blev han själv allvarligt skadad och lämnades kvar på slagfältet. Gadde lyckades sätta sig i säkerhet och efter en kortare tids återhämtning kunde han åter delta i striderna och dra på sig ytterligare blessyrer. Enligt hans egna memoarer träffades han av två kulor som inte kunde avlägsnas. Kapten Gadde var befälhavare för livgardets 1:a bataljon i slaget vid Poltava. I attacken mot reduttarna var enheten den främsta bataljonen, och i huvudattacken den högra bataljonen på högra flygel. Enligt Peter Englund lyckade Gadde med sin lilla trupp vid en djärv attack vid Poltava erövra sex ryska kanoner som kunde användas mot fienden. När hans grupp slutligen blev kringrända lyckades han fly medförande fyra ryska fanor. Eftersom Karl XII lagt märke till Gaddes insatser tillhörde han den skara som fick följa med kungen till Bender sedan de tagit sig över Dnjepr. Vid återkomsten till Sverige 1712 kom han att medverka i strider först i Skåne och sedan Karl XII:s norska fälttåg 1716 såväl som vid Anfallet mot Nya Varvet (1717) och Anfallet mot Nya Varvet (1719).

## Familj

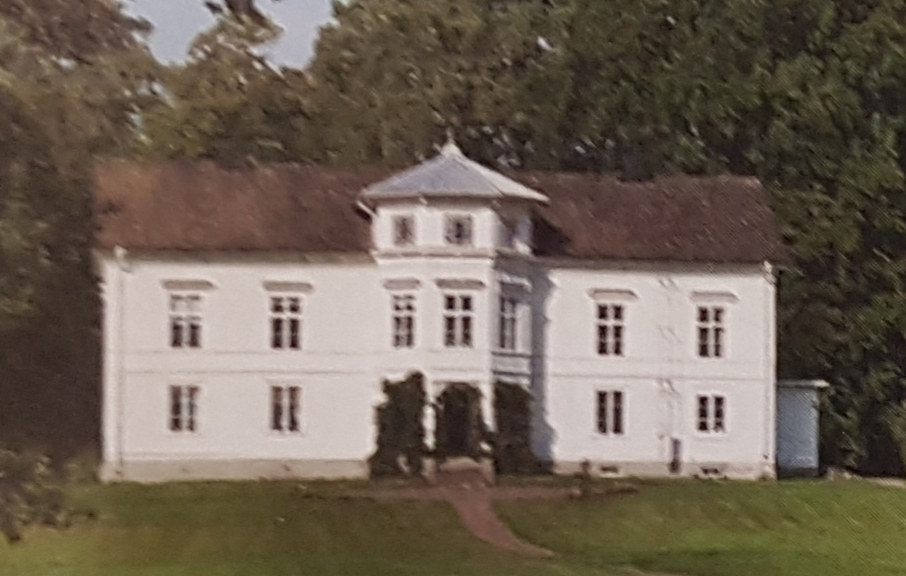
Körtinge säteri i Viby socken

Han var från 1713 gift med Ebba Magdalena Falkenberg af Trystorp som var dotter till Carl Falkenberg och Ebba Jacquette Pedersdotter Sparre, dotter till Per Larsson Sparre och Ebba Margareta Jakobsdotter De la Gardie. Vid giftermålet förde hon med sig egendomen Körtinge by och övriga Vibygårdar i boet. Paret beviljades som bland de sista i Sverige sätesfrihet för Körtinge by 1721. När han efter kungens död utnämndes till överste vid Skaraborgs regemente bosatte sig familjen permanent på Körtingsbergs egendom. Totalt föddes sju barn i äktenskapet men två döttrar avled i späd ålder. Den äldsta sonen Karl Gustaf som föddes 1714 blev efter studier i Uppsala häradshövding och kammarherre, hans bror Karl-Henrik blev militär och avled som kapten och ogift 1787, de tre döttrarna gifte sig, Ebba Christina gift 1733 med fänriken Johan Gustaf Uggla, Ulrika Eleonora 1753 gift med överstelöjtnanten Erik Gustaf von Eckstedt och Hedvig Beata gift 1752 med överstelöjtnanten Conrad Åkerhielm. Genom Ebba Falkenberg förmögenhet som hon medförde i boet och Gustaf Gaddes förmåga att få bra avkastning på gårdarna och kapitalet kunde paret uppföra den ståndsmässiga huvudbyggnaden Körtingsbergs herrgård, som blev ett sätteri 1721. Fastigheten byggdes senare ut 1853-1854. När bouppteckningen efter Gustaf Gadde upprättades 1741 visade det sig att förutom egendomen i Körtinge säteri med 10 dagsverkstorp värderade till 18 000 daler kopparmynt även ägde ett tiotal fastigheter i Viby och fastigheter i Kräcklinge och Täby. Den fasta egendomen taxerades till 63 220 daler, dessutom fanns det mycket porslin, kristall, silver och tavlor till ett mycket stort värde.

## Minnesmonumentet[3]

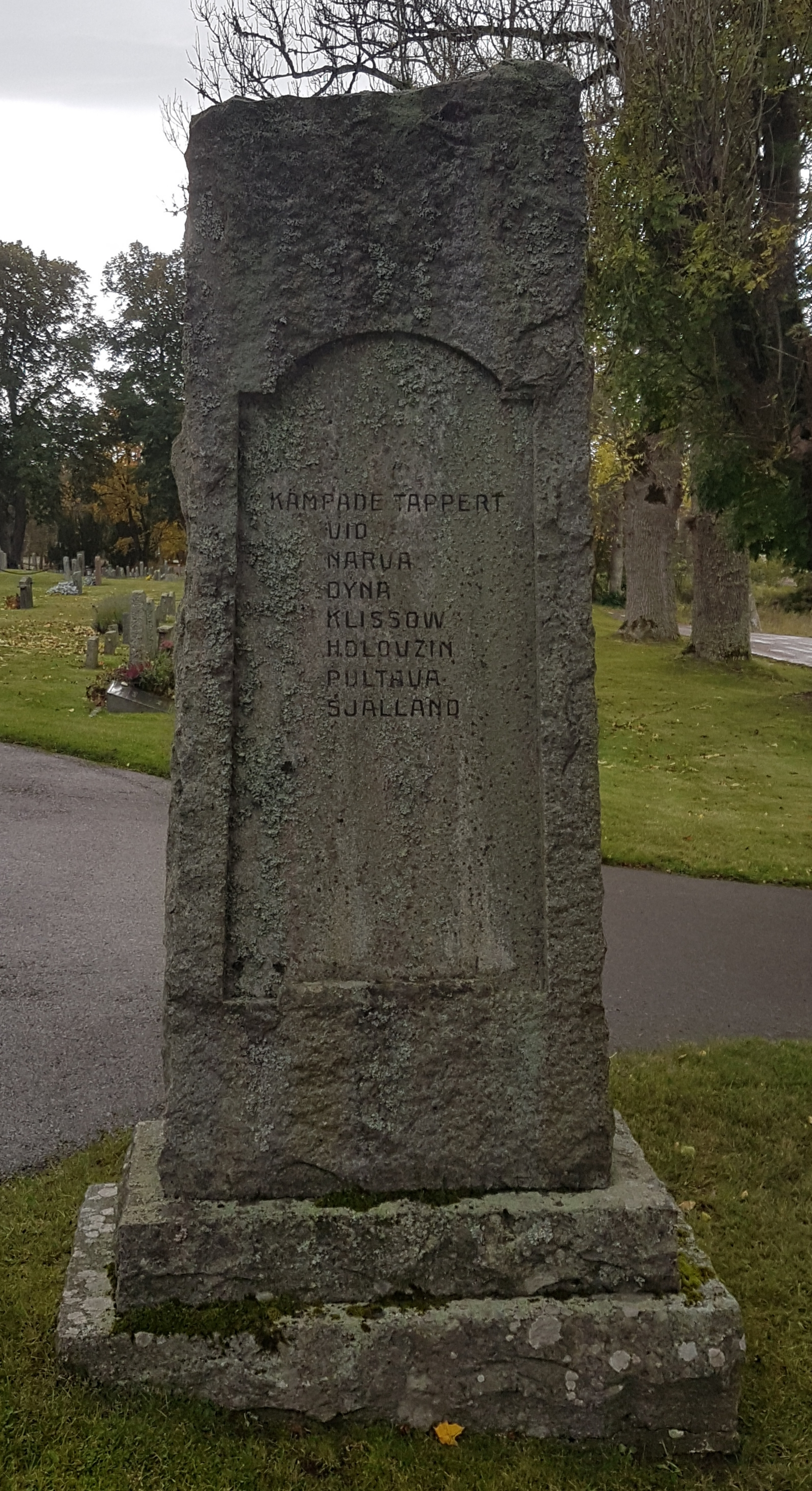
Minnessten över Gustaf Gadde på Viby kyrkogård

Vid hans frånfälle begravdes han i gravkor som i brist av underhåll förföll, församlingen beslöt 1831 att gravkoret skulle rivas. Hundra år senare uppfördes ett minnesmonument 59°03′37″N 14°52′15″Ö / 59.06028°N 14.87083°Ö i sten på Viby kyrkogård i närvaro av representanter för I 3, I 9 och I 22 samt några anförvanter.
På framsidan av monumentet står inskrivet:
- Karolinen
- Överste
- Gustaf Gadde
- ∗ 18/4 1678 † 9/4 1738
- Fru Ebba Gadde född Falkenberg
- ∗11/10 1684 † 22/5 1741
- Anförvanter och Vapenbröder
- reste stenen
- år 1931

text på baksidan:
- Kämpade tappert vid
- Narva
- Dyna
- Klissow
- Holovzin
- Pultava
- Själland